# Abdullah Musa
Abdullah Musa Abdullah (arabe : عبد الله موسى) (né le 2 mars 1958) est un joueur de football international émirati, qui évoluait au poste de gardien de but.

## Biographie

### Carrière en sélection
Avec l'équipe des Émirats arabes unis, il figure notamment dans le groupe des sélectionnés lors de la Coupe du monde de 1990.
Il dispute également la Coupe d'Asie des nations de 1984.